# أوك غروف (أوكلاهوما)
أوك غروف (بالإنجليزية: Oak Grove, Pawnee County, Oklahoma)‏ هي بلدة أمريكية تقع في الولايات المتحدة في مقاطعة باوني، أوكلاهوما. يقدر عدد سكانها بـ 18 نسمة ومساحتها 0.3 كم2 وترتفع عن سطح البحر 235 متر.